# Henry Rousso
Ne doit pas être confondu avec Henri Rousseau.
Pour l’article ayant un titre homophone, voir Henri Rousseau.
Pour les articles homonymes, voir Rousso.
Henry Rousso est un historien français, né le 23 novembre 1954 au Caire, spécialiste du XXe siècle et notamment de la Seconde Guerre mondiale. Ce chercheur est notamment reconnu pour avoir défini les notions de négationnisme et de résistancialisme.

## Biographie
Henry Rousso est le fils de parents juifs nés en Égypte ; en 1957, à la suite de la Crise de Suez, ses parents sont expulsés d'Égypte en tant que juifs et son père déchu de sa nationalité égyptienne.

### Études supérieures
En 1974, il intègre l'École normale supérieure de Saint-Cloud dont il sort en 1979.
Il est agrégé d'histoire en 1977.
Le 20 juin 2000, à l'IEP de Paris, il soutient son habilitation à diriger des recherches intitulée Histoire et mémoire des années noires, sous la direction de Jean-Pierre Azéma. Le jury est composé de François Bédarida, Serge Berstein, Pierre Nora et Antoine Prost.

### Carrière universitaire
Il entre au CNRS en 1981 et participe en tant que jeune chercheur à la création de l'Institut d'histoire du temps présent (IHTP), inauguré l'année précédente, un laboratoire propre du CNRS qu'il dirige de 1994 à 2005.
Il a été chercheur ou professeur invité à l'université Harvard (1986-1987), à l'Université de New York (1992), au United States Holocaust Memorial Museum (2006), à l'Université Texas A&M (2007), à l'Université Friedrich-Schiller Universität de Iena (2009), à l'Université Yale (2012), à l'Université Columbia (2016).
Il a enseigné à l'Institut d'études politiques de Paris, de 1988 à 1990, à l'École normale supérieure de Cachan, de 1996 à 2001, à l'université de Paris X-Nanterre, de 2001 à 2010, à l'IEP de Paris, de 2007 à 2010.
Il a été membre de plusieurs écoles doctorales : « Sciences sociales », École normale supérieure de Cachan (1998-2001) ; « Milieux, cultures et sociétés du passé et du présent », Paris-Ouest Nanterre-La Défense (2001-2011) ; « Histoire des sociétés occidentales contemporaines (XIXe – XXIe siècles) », Paris 1 Panthéon-Sorbonne (2011-2015) ; « Pratiques et théories du sens », Paris 8 (depuis 2016).
Henry Rousso est membre des comités de rédaction des revues History and Memory, South Central Review, SegleXX. Revista catalana di Stòria, Tempo Presente (revue en ligne), Conserveries mémorielles (revue en ligne, co-directeur avec Jocelyn Létourneau), Mémoires en jeu ; et il a été par le passé membre des comités de rédaction de Vingtième Siècle (1984-2012), Droit et Société (1998-2006), Passato e Presente (1994-2004), Hagar. International Social Science Review (1999-2006), etc.
Il appartient et a appartenu à de nombreux conseils scientifiques de musées : Mémorial de la Shoah, Mémorial de la Paix à Caen, Centre de recherche de l’Historial de Péronne (depuis 2002), Gedenkstätte Buchenwald (Allemagne), Musée de la Seconde guerre mondiale de Gdansk (Pologne), ainsi que : Mémorial des enfants d’Izieu (1992-1994), Musée de la Résistance et de la Déportation de Lyon (2004-2006).
Depuis 2019, il préside la Mission de préfiguration du Musée-mémorial du terrorisme qui doit ouvrir ses portes en 2027, sur le site de l'ancienne école de plein air.

## Œuvre

### Histoire et mémoire de la Seconde Guerre mondiale
Les ouvrages qui ont fait sa réputation sont Un château en Allemagne : Sigmaringen, 1944-1945 sur la commission gouvernementale de Sigmaringen, publié pour la première fois en 1980, pour lequel il reconnaît une écriture militante, Le Syndrome de Vichy sur la mémoire du régime de Vichy, sept ans plus tard, ainsi que l'ouvrage publié en 1994, avec le journaliste Éric Conan, Vichy, un passé qui ne passe pas. Il a forgé la notion de « résistancialisme » pour qualifier la mythologie fondée par le général de Gaulle à la Libération et surtout après 1958, reposant sur l'idée que la Résistance, bien que numériquement minoritaire, a représenté les vraies valeurs de la France contre le régime de Vichy, les racistes français et les collaborateurs. Il a été également l'inventeur du terme "négationnisme", qu'il utilise pour la première fois dans le Syndrome de Vichy, en 1987, et qui connaîtra un grand retentissement, car il ruine définitivement l'idée selon laquelle ceux qui nient la Shoah seraient des historiens "révisionnistes". C'est à ce titre qu'en 2001, il préside la Commission sur le racisme et le négationnisme à l'université Jean-Moulin Lyon III, créée par le ministre de l'Éducation nationale Jack Lang, qui rend son rapport en 2004, dénonçant les graves dérives durant des années de cette université qui a laissé se développer un petit noyau de négationnistes d'extrême droite, suscitant des scandales à répétition.
Henry Rousso a consacré une partie de ses travaux à l'histoire de la Shoah en France et en Europe. Il a notamment été, en 2011, commissaire de l'exposition "Juger Eichmann : Jérusalem, 1961" au Mémorial de la Shoah, à Paris. En 2016, il a été le commissaire principal de l'exposition "Après la Shoah : rescapés, réfugiés, survivants".

### Mémoire collective et usages du passé
Lors du procès de Maurice Papon, qui porte sur la période de Vichy, cité à comparaître par la défense, il demande à ne pas se présenter à la barre, soulignant le risque d'une confusion entre le rôle de l'historien et celui du juge. Il a consacré également une bonne partie de son travail à l'épistémologie de l'histoire du temps présent, travaillant notamment sur les origines et la signification de l'histoire contemporaine, en particulier dans son ouvrage La Dernière Catastrophe. Le temps, le présent, le contemporain (2012).
Depuis les années 1990, il s'intéresse aux politiques de mémoire en France, en Europe et dans le monde. Il s'est notamment penché sur les formes de "mondialisation" de la mémoire ou comment les usages du passé, notamment après des conflits, des guerres ou guerres civiles, deviennent des enjeux majeurs dans la transition de la guerre à la paix, de la dictature à la démocratie, en adoptant des modalités similaires : jugements des responsables, commissions "vérité et réconciliation", écriture de manuels communs, etc. Il a développé cette idée dans son dernier ouvrage: Face au Passé. Essais sur la mémoire contemporaine (2016). Il reste relativement critique en ce qui concerne le surinvestissement du devoir de mémoire , et « pointe les limites d’une mémoire collective purement négative, prescriptive et conjuratoire (le fameux «plus jamais ça») ». Il juge que « le surinvestissement sur la mémoire est une forme d’impuissance » et rappelle que déjà en 1994, la forte communication autour du procès Touvier s'est faite au prix d'un aveuglement face au présent, avec un génocide au Rwanda passé quasiment inaperçu, en raison sans doute d'une croyance selon laquelle « nos valeurs seraient supérieures à celles du passé », ce qui empêcherait d'imaginer la possible répétition de génocides que la société pense de ce fait pouvoir éviter. À ces titres, Henry Rousso, qui en 1994 a dénoncé les risques de dérives d'un devoir de mémoire érigé en dogme, souscrit plus volontiers au « travail de mémoire » défendu par Paul Ricœur.

## Engagements publics et prises de position
Henry Rousso a soutenu la candidature de Ségolène Royal lors de l'élection présidentielle de 2007 ainsi que celle de François Hollande, en 2012. Il a signé de nombreuses pétitions, notamment, en 2007, contre la création d'un « ministère de l'immigration et de l'identité nationale » sous Nicolas Sarkozy, affirmant que « la société française s'est construite à travers les immigrations, comme un creuset intégrant la pluralité, s'enrichissant d'elle ».
Henry Rousso est également souvent intervenu dans le débat public, notamment à propos des usages politiques de l'histoire. Il a par exemple vivement critiqué la proposition de Nicolas Sarkozy de faire parrainer par chaque élève français de CM2 un enfant français victime du génocide des juifs pendant la Seconde Guerre mondiale : « La nouvelle initiative apparaît incongrue, jetée dans l'espace public comme d'autres annonces présidentielles. Le bruit médiatique vient, une fois de plus, troubler le respect et le silence des morts de l'histoire », écrit-il au quotidien Libération. Il estime qu'il n'y avait « nul besoin de relancer le travail de mémoire sur cet épisode de l'Histoire en France, où beaucoup a déjà été fait à ce titre ». Par ailleurs, selon l'historien, la méthode présidentielle est morbide et inutile. Il critique également, comme beaucoup d'autres historiens, le principe des lois mémorielles, notamment lors du débat de 2005 autour de l'héritage de la colonisation.
Conférencier invité à un symposium tenu au Hagler Institute for Advanced Study at Texas A & M University in College Station, Henry Rousso se voit d'abord interdire l'entrée aux États-Unis, à l'aéroport de Houston, pendant dix heures, le mercredi 23 février 2017, en raison de controverses administratives sur l'adéquation de son visa touristique avec les conférences qu'il est venu donner. Il obtient gain de cause après l'intervention d'avocats. Dans une chronique publiée dans l’Huffington Post, l'historien considère que cet incident s'inscrit dans un climat de fermeture des frontières après l'investiture de Donald Trump à la présidence du pays,,,.
Le 25 avril 2017, il fait partie des signataires d'une tribune de chercheurs et d'universitaires annonçant avoir voté Emmanuel Macron au premier tour de l'élection présidentielle française de 2017 et appelant à voter pour lui au second, en raison notamment de son projet pour l'enseignement supérieur et la recherche.

## Publications
- 1980 : Un château en Allemagne : La France de Pétain en exil, Sigmaringen 1944-1945, Ramsay, Paris, 442 p.  (ISBN 2-85956-146-3)
1984 : rééd. : Pétain et la fin de la collaboration : Sigmaringen, 1944-1945, Complexe, coll. « Historiques » (no 13), Bruxelles, diff. PUF, Paris, 442 p.  (ISBN 2-87027-138-7)
2012 : rééd. : Un château en Allemagne : Sigmaringen 1944-1945, Éditions Pluriel, avec une préface inédite
- 1986 : (dir.), De Monnet à Massé : Enjeux politiques et objectifs économiques dans le cadre des quatre premiers plans, 1946-1965, actes de la table ronde tenue à l'IHTP les 24 et 25 juin 1983, Éd. du CNRS, Paris, 245 p.  (ISBN 2-222-03762-X) [prix Osiris de l'Académie des sciences morales et politiques]
- 1987 : (dir.), La Planification en crises : 1965-1985, actes de la table ronde tenue à l'IHTP le 13 décembre 1985, postface de Pierre Bauchet, Éd. du CNRS, Paris, 234 p.  (ISBN 2-222-04094-9)
- 1987 : Le Syndrome de Vichy : 1944-198…, Le Seuil, coll. « XXe siècle », Paris, 383 p.  (ISBN 2-02-009772-9)
1990 : 2e éd. revue et mise à jour : Le Syndrome de Vichy : De 1944 à nos jours, Le Seuil, coll. « Points / Histoire » (no 135), Paris, 420 p.  (ISBN 2-02-012157-3)
1991 : trad. anglaise : The Vichy Syndrome: History an Memory in France since 1944, trad. d'Arthur Goldhammer, préf. de Stanley Hoffmann, Harvard University Press, Cambridge, 1991, 392 p.  (ISBN 0-674-93538-1)
- 1987 : La Collaboration : Les noms, les thèmes, les lieux, MA, coll. « Les Grandes encyclopédies du monde de… », Paris, 203 p.  (ISBN 2-86676-301-7)
- 1992 : (dir.), Vichy et les Français, actes du colloque international du CNRS organisé par l'IHTP du 11 au 13 juin 1990, avec Jean-Pierre Azéma, François Bédarida et Denis Peschanski, Fayard, coll. « Pour une histoire du XXe siècle », Paris, 788 p.  (ISBN 2-213-02683-1)
- 1992 : Les Années noires : Vivre sous l'Occupation, Gallimard, coll. « Découvertes Gallimard / Histoire » (no 156), Paris, 192 p.  (ISBN 2-07-053217-8)
- 1994 : La Seconde Guerre mondiale : Guide des sources conservées en France, 1939-1945, avec Brigitte Blanc et Chantal de Tourtier-Bonazzi, Direction des archives de France, Archives nationales, Paris, 1217 p.  (ISBN 2-86000-235-9)
- 1994 : (dir.), La Vie des entreprises françaises sous l'Occupation : Une enquête à l'échelle locale, avec Robert Frank et Alain Beltran, Belin, coll. « Temps présents », Paris, 457 p.  (ISBN 2-7011-1569-8)
- 1994 : Vichy, un passé qui ne passe pas, avec Éric Conan, Fayard, coll. « Pour une histoire du XXe siècle », Paris, 327 p.  (ISBN 2-213-59237-3)
1996 : nouvelle éd. augmentée : Gallimard, coll. « Folio / Histoire » (no 71), Paris, 513 p.  (ISBN 2-07-032900-3)
1998 : trad. anglaise et nouvelle éd. refondue : Vichy, An Ever-Present Past, trad. de Nathan Bracher, préf. de Robert Paxton, Hanover et Londres, University Press of New England, 291 p.  (ISBN 0-87451-795-8)
- 1998 : La Hantise du passé : Entretien avec Philippe Petit, Textuel, coll. « Conversations pour demain », Paris, 143 p.  (ISBN 2-909317-49-8)
  - 2002 : trad. anglaise : The Haunting Past: History, Memory, and Justice in Contemporary France, trad. de Ralph Schoolcraft, préf. d'Ora Avni, University of Pennsylvania Press, Philadelphie, 96 p.  (ISBN 0-8122-3645-9)
- 1999 : (dir.), Stalinisme et nazisme : Histoire et mémoires comparées, IHTP, Complexe, coll. « Histoire du temps présent », Bruxelles, 387 p.  (ISBN 2-87027-752-0)
2001 : trad. italienne : Stalinismo e nazismo: Storia e memoria comparate, trad. de Silvia Vacca, Bollati Boringhieri, Turin, 354 p.  (ISBN 88-339-1334-1)
2004 : trad. anglaise : Stalinism and Nazism: History and Memory Compared, trad. de Lucy B. Golsan, Thomas C. Hilde et Peter S. Rogers, préf. de Richard Golsan, University of Nebraska Press, Lincoln, 324 p.  (ISBN 0-8032-3945-9, 0-8032-9000-4 et 0-8032-0417-5)
- 2001 : Vichy : L'événement, la mémoire, l'histoire, Gallimard, coll. « Folio / Histoire » (no 102), Paris, 750 p.  (ISBN 2-07-041749-2)
- 2002 : (dir.) La Violence de guerre, 1914-1945 : Approches comparées des deux conflits mondiaux, avec Stéphane Audoin-Rouzeau, Annette Becker, Christian Ingrao, IHTP, Complexe, Bruxelles, coll. « Histoire du temps présent », 348 p.  (ISBN 2-87027-911-6)
- 2003 : (dir.), Le Regard de l'histoire : L'émergence et l'évolution de la notion de patrimoine au cours du XXe siècle en France, actes des Entretiens du patrimoine organisés au Cirque d'hiver du 26 au 28 novembre 2001, Fayard et Monum. Éditions du Patrimoine, collection « Actes des Entretiens du patrimoine », Paris, 396 p.  (ISBN 2-213-61706-6)
- 2007 : Le régime de Vichy, PUF, coll. « Que sais-je ? » (no 1720), Paris, 128 p.  (ISBN 978-2-13-054077-9)
- 2008 : (dir.), La Fabrique interdisciplinaire : Histoire et science politique, issu des journées d'études Science politique-histoire organisées à la Fondation nationale des sciences politiques du 4 au 6 mars 2004, avec Michel Offerlé, PUR, coll. « Res publica », Rennes, 282 p.  (ISBN 978-2-7535-0610-7)
- 2011 : (dir.) Juger Eichmann, Jérusalem 1961, Paris, Mémorial de la Shoah,  (ISBN 978-2-916966-60-1)
- 2012 : La Dernière Catastrophe, Paris, Gallimard, coll. « NRF Essais »,  (ISBN 978-2-07-075972-9)
- 2013 : La Seconde Guerre mondiale expliquée à ma fille, Paris, Éditions du Seuil, coll. « Expliqué à … »,  (ISBN 978-2-02-104150-7)
- 2016 : Face au Passé. Essais sur la mémoire contemporaine, Paris, Éditions Belin, 2016  (ISBN 9782701197630)

## Décorations et distinctions
- Chevalier de la Légion d'honneur
- Chevalier de l'ordre national du Mérite en 1995 sur le contingent du ministère de la Culture[22].
- Docteur Honoris Causa de l'Université nationale de La Plata (Argentine), 2017.